# Gaia Masetti
Gaia Masetti (* 26. Oktober 2001 in Sassuolo) ist eine italienische Radrennfahrerin, die auf der Straße aktiv ist.

## Sportliche Laufbahn
Als Juniorin startete Masetti vereinzelt mit der Nationalmannschaft im UCI Women Junior Nations’ Cup startete, bestes Ergebnis war ein zweiter Platz bei der Piccolo Trofeo Alfredo Binda. Zur Saison 2020 wurde sie Mitglied bei den Top Girls Fassa Bortolo. In den zwei Jahren im Team blieb sie international ohne nennenswerte Ergebnisse. Zur Saison 2022 wechselte sie zum AG Insurance-NXTG Team, das zu diesem Zeitpunkt noch als Nachwuchsteam an den Start ging. In der ersten Saison stand sie als Dritte beim Eintagesrennen Dwars door de Westhoek erstmals auf dem Podium eines internationalen Rennens. Ihren ersten Sieg erzielte sie in der folgenden Saison mit dem Gewinn von La Classique Morbihan 2023. Bei den Europameisterschaften 2023 verpasste sie als Vierte im Straßenrennen der U23 knapp eine Medaille. Ein Jahr später wurde sie mit dem italienischen Team Europameisterin in der Mixed-Staffel.

## Erfolge
2023
- La Classique Morbihan

2024
- Europameisterin – Mixed-Staffel (mit Edoardo Affini, Mattia Cattaneo, Mirco Maestri, Elena Cecchini und Vittoria Guazzini)